# Thottea hainanensis
Thottea hainanensis är en piprankeväxtart som först beskrevs av Merr. & Chun, och fick sitt nu gällande namn av Ding Hou. Thottea hainanensis ingår i släktet Thottea och familjen piprankeväxter. Inga underarter finns listade i Catalogue of Life.